# تارخه
تارخه، روستایی بسیار خوش آب و هوا با مردمی خون گرم و فوق العاده مهمان نواز و با فرهنگ واقع در دهستان بام، بخش بام ،شهرستان بام و صفی‌آباد در استان خراسان شمالی است. مردم این روستا به زبان ترکی خراسانی تکلم می کنند. سطح سواد به نسبت جمعیت بسیار بالا بوده و  تعداد بسیار زیادی از اهالی دارای تحصیلات دانشگاهی می باشند. امرار معاش اهالی از طریق کشاورزی و دامداری به روش سنتی و هم چنین باغداری به صورت محدود (فقط بادام و گردو) انجام می پذیرد.

## جغرافیای روستا

##### کوه‌های روستا
کوه قارشی، کوه حسن کمر، کوه مهدی خان، قارانقولوق دره(کوه دره تاریک)

### آب و هوای روستا
آب و هوای روستا مرطوب با تابستان‌های گرم و زمستان‌های سرد و نسبتاً مرطوب است. درجه حرارت هوا در گرمترین موقع سال در ماه‌های مرداد (برج اسد) و شهریور (برج سنبله) تا ۳۵درجه سانتیگراد می‌رسد و بارش باران به صورت پراکنده از ماه اردیبهشت (برج ثور) تا دی ماه (برج جدی) است.

### آب‌های سطحی
قنات تارخه علیا. قنات تارخه سفلا. قنات یورک. قنات کهنه تارخه. قنات داخل روستا. چشمه های کال شور

#### قنات‌ها
قنات نستانک. قنات تارخه علیا. قنات تارخه سفلا. قنات یورک قنات داخل روستا

## پوشش گیاهی روستا

### پوشش گیاهی بخش کوهستانی
پوشش گیاهی در مناطق کوهستانی اغلب شامل کتیرا و گون می باشد. گیاهانی همچون بومادران، زبان گنجشک، کاکوتی، اسطوخودوس، بابونه، کنگر،گل گاو زبان نیز در فصل بهار به صورت پراکنده در دشتها و ارتفاعات مشاهده می شوند. 

## جمعیت
بر پایه سرشماری عمومی نفوس و مسکن در سال ۱۳۹۵، جمعیت این روستا برابر با ۱۲۸ نفر (۵۰ خانوار) بوده‌است.